# Arma Mobile Ops
Arma Mobile Ops je free-to-play mobilní strategická hra od českého studia Bohemia Interactive. Jedná se o spin-off k herní sérii Arma. Hra je inspirována titulem Clash of Clans. Hra vyšla 2. července 2016 v Česku, Astrálii, Dánsku, Kanadě či Izraeli. Celosvětově vyšla v druhé polovině července.

## Hratelnost
Hratelnost je velmi podobná Clash of Clans. Hráč postaví vojenský tábor, opevní jej a pak může začít vylepšovat budovy. Může také dobývat nová území a nepřátelské základny. Hra obsahuje příběhovou kampaň i MMO multiplayer.